# Атіла амазонійський
Аті́ла амазонійський (Attila cinnamomeus) — вид горобцеподібних птахів родини тиранових (Tyrannidae). Мешкає в Амазонії і Гвіані.

## Поширення і екологія
Амазонійські атіли мешкають в Бразилії, Колумбії, Венесуелі, Еквадорі, Перу, Болівії, Гаяні, Суринамі і Французькій Гвіані. Вони живуть у вологих рівнинних тропічних лісах, варзейських лісах, на болотах, на берегах річок і озер. Зустрічаються на висоті до 500 м над рівнем моря.